# Decathelepus ocellatus
Decathelepus ocellatus är en ringmaskart som beskrevs av Anne D. Hutchings 1977. Decathelepus ocellatus ingår i släktet Decathelepus och familjen Terebellidae. Inga underarter finns listade i Catalogue of Life.